# Pseudexechia trisignata
Pseudexechia trisignata är en tvåvingeart som först beskrevs av Edwards 1913.  Pseudexechia trisignata ingår i släktet Pseudexechia och familjen svampmyggor. Arten är reproducerande i Sverige. Inga underarter finns listade i Catalogue of Life.